# Vanilla ovalis
Vanilla ovalis là một loài thực vật có hoa trong họ Lan. Loài này được Blanco miêu tả khoa học đầu tiên năm 1845.